# Sojus T-10
Sojus T-10 ist die Missionsbezeichnung für den am 8. Februar 1984 gestarteten Flug eines sowjetischen Sojus-Raumschiffs zur sowjetischen Raumstation Saljut 7. Es war der fünfte Besuch eines Sojus-Raumschiffs bei dieser Raumstation und der 71. Flug im sowjetischen Sojusprogramm. 

## Besatzung

### Startbesatzung
- Leonid Denissowitsch Kisim  (2. Raumflug), Kommandant
- Wladimir Alexejewitsch Solowjow (1. Raumflug), Bordingenieur
- Oleg Jurjewitsch Atkow (1. Raumflug), Forschungskosmonaut (Arzt)

Kisim und Solowjow hatten zuvor die Reservemannschaft des vorhergehenden Fluges gebildet, dessen Start abgebrochen wurde (siehe Sojus T-10-1). Atkow hatte zuvor keine Berufung in eine Unterstützungs- oder Reservemannschaft.

### Ersatzmannschaft
- Wladimir Wladimirowitsch Wasjutin, Kommandant
- Wiktor Petrowitsch Sawinych, Bordingenieur
- Waleri Wladimirowitsch Poljakow, Forschungskosmonaut

### Rückkehrbesatzung
- Juri Wassiljewitsch Malyschew (2. Raumflug), Kommandant
- Gennadi Michailowitsch Strekalow (4. Raumflug), Bordingenieur
- Rakesh Sharma (1. Raumflug), Forschungskosmonaut ( Indien)

## Missionsüberblick
Das Raumschiff diente der dritten Langzeitbesatzung von Saljut 7 mit der Missionsbezeichnung Saljut 7 EO-3 für den Hinflug. Die dreiköpfige Besatzung betrat die dunkle Saljut-Station mit Taschenlampen. Sie berichtete von einem Geruch nach verbrannten Metall in der Kopplungseinheit. Nach dem Wiederherstellen der Funktionsbereitschaft der Raumstation begann für die Kosmonauten ein umfangreiches Arbeitsprogramm. Es umfasste Experimente zur Erderkundung, Ökologie, Biologie, Materialforschung und ausführliche Untersuchungen auf dem Gebiet der Medizin durch den Arzt Atkow. 
Im Verlaufe des Experimentes Gjunesch wurden Gebiete in sechs verschiedenen Klimazonen aus sieben verschiedenen Höhen untersucht. Die Raumstation stellte eine dieser Ebenen dar. Biologische Experimente betrafen das Pflanzenwachstum und die Entwicklung von Mikroorganismen in der Schwerelosigkeit. Von besonderem medizinischen Interesse waren die Anpassung der Kosmonauten an die Schwerelosigkeit, die Veränderung subjektiver Empfindungen über einen langen Zeitraum, die Blutversorgung des Auges, Veränderungen der Herzlage im Brustkorb, die physische Leistungsfähigkeit und die Erprobung spezieller Trainingsmethoden. Des Weiteren wurden Untersuchungen des Kohlenhydrat- und des Salzaustausches unternommen, Druckmanschetten und Medikamente gegen die Raumfahrerkrankheit erprobt, die bioelektrische Aktivität des Herzens gemessen und das Volumen der Blutzirkulation festgestellt. Erstmals durchgeführt wurden auch bestimmte Yogaübungen zur Leistungssteigerung. Psychologische Tests und die Erprobung neuer medizinischer Geräte, wie eines verbesserten Elektrokardiographen, rundeten das medizinische Untersuchungsprogramm ab. An Bord der Station wurde auch mit der Produktion biochemischer Präparate begonnen. Mit Hilfe diverser Schmelzöfen wurden neuartige Halbleiter getestet und ideale Einkristalle gezüchtet (Korund). Des Weiteren erfolgten Belastungstests an verschiedenen Materialien im freien Raum, die später bei Konstruktionselementen der Station zum Einsatz kommen sollen.
Da die Sojus-Raumschiffe nur eine begrenzte Zeit im Weltraum bleiben konnten, die geplante Missionsdauer aber länger war, musste ein Raumschifftausch durchgeführt werden. Die Mannschaft von Kommandant Malyschew brachte mit Sojus T-11 ein neues Raumschiff zur Station und kehrte am 11. April 1984 mit Sojus T-10 zur Erde zurück.